# Antonio Simonsini
Antonio Simonsini fue un futbolista argentino. Jugó como delantero, y desarrolló su carrera entre finales de la década 1910 y las décadas de 1920 y 1930.

## Carrera
Comenzó jugando en Unión en el año 1918, llegó de la mano de la mano de Albino García, desde su llegada a Unión ya era querido por los hinchas de unionistas por el simple hecho que fue presentado por Albino García que anteriormente había presentado a otros futbolistas como Francisco Valiente, Antonio fue una pieza importante de la historia de Unión. Jugó partidos importantes de la Historia del club, partidos de interligas contra clubes de otras provincias como: Racing Club, Rosario Central, Talleres, también fue parte de la gira de Unión por la Región de Cuyo en 1930, los dos partidos contra el combinado paraguayo en 1922, contra Montevideo Wanderers de Uruguay en 1924, el partido contra el Chelsea de Inglaterra en 1929 y el partido frente a la Selección Nacional en la apertura del actual Estadio 15 de Abril, también jugó el partido de Unión frente a Hakoah All Star de Estados Unidos, también se tiene registros que metió 2 goles en el clásico santafesino. Desde el 1 de enero hasta el 5 de mayo de 1929 acompañó como jugador a Sportivo Barracas en una gira por Brasil y por Europa donde jugó 20 partidos y convirtió 3 goles.

### Partidos contra extranjeros
| Fecha                 | Equipo            | Resultado | Rival               | Lugar                  | Gol     |
| 6 de agosto de 1922   | Unión             | 2-3       | Paraguay            | Santa Fe, Argentina    |         |
| 20 de agosto de 1922  | Unión             | 1-0       | Paraguay            | Santa Fe, Argentina    |         |
| 21 de abril de 1924   | Unión             | 1-1       | Wanderers           | Santa Fe, Argentina    |         |
| 1 de enero de 1929    | Sportivo Barracas | 3-2       | Combinado Carioca   | Río de Janeiro, Brasil |         |
| 4 de enero de 1929    | Sportivo Barracas | 0-0       | Vasco da Gama       | Río de Janeiro, Brasil |         |
| 6 de enero de 1929    | Sportivo Barracas | 5-3       | Brasil              | Río de Janeiro, Brasil |         |
| 8 de enero de 1929    | Sportivo Barracas | 0-2       | Combinado Carioca   | Río de Janeiro, Brasil |         |
| 27 de enero de 1929   | Sportivo Barracas | 3-2       | Portugal            | Lisboa, Portugal       |         |
| 2 de febrero de 1929  | Sportivo Barracas | 1-2       | FC Barcelona        | Barcelona, España      |         |
| 7 de febrero de 1929  | Sportivo Barracas | 2-3       | FC Barcelona        | Barcelona España       |         |
| 10 de febrero de 1929 | Sportivo Barracas | 1-2       | Torino FC           | Turín, Italia          |         |
| 17 de febrero de 1929 | Sportivo Barracas | 1-1       | Genoa CFC           | Génova, Italia         | Anotado |
| 24 de febrero de 1929 | Sportivo Barracas | 1-1       | AC Milan            | Milán, Italia          |         |
| 7 de marzo de 1929    | Sportivo Barracas | 1-0       | SSC Napoli          | Nápoles, Italia        |         |
| 10 de marzo de 1929   | Sportivo Barracas | 2-0       | SS Lazio            | Roma, Italia           | Anotado |
| 17 de marzo de 1929   | Sportivo Barracas | 2-1       | FC Barcelona/Alavés | Barcelona, España      |         |
| 31 de marzo de 1929   | Sportivo Barracas | 5-3       | FC Oporto           | Oporto, Portugal       |         |
| 22 de abril de 1929   | Sportivo Barracas | 2-2       | Palestra Italia     | Sao Paulo, Brasil      |         |
| 24 de abril de 1929   | Sportivo Barracas | 0-1       | Santos FC           | Santos, Brasil         |         |
| 28 de abril de 1929   | Sportivo Barracas | 0-3       | Combinado Paulista  | Sao Paulo, Brasil      |         |
| 1 de marzo de 1929    | Sportivo Barracas | 1-3       | Corinthiians        | Sao Paulo, Brasil      |         |
| 3 de marzo de 1929    | Sportivo Barracas | 2-0       | Palestra Italia     | Sao Paulo, Brasil      | Anotado |
| 5 de marzo de 1929    | Sportivo Barracas | 0-1       | A. A. Portuguesa    | Sao Paulo, Brasil      |         |
| 16 de julio de 1929   | Unión             | 5-0       | Chelsea             | Santa Fe, Argentina    |         |
| 27 de julio de 1930   | Unión             | 2-1       | All Stars           | Santa Fe, Argentina    | Anotado |

## Selección nacional
Debutó en la Selección Argentina el 1 de mayo de 1925 en un partido frente a la selección uruguaya en un partido amistoso por la Copa Buenos Aires más tarde el Combinado Argentino fue de gira por Chile siendo convocado el junto con sus compañeros Ángel Napoleoni y Domingo Beltramini.
En 1926 un Combinado Argentino fue de gira por Brasil siendo convocado jugó 3 partidos.
| Partidos jugados en la selección |                     |           |           |                   |
| Fecha                            | Rival               | Resultado | Lugar     | Gol               |
| 1 de mayo de 1925                | Uruguay             | 1-0       | Argentina |                   |
| 7 de junio de 1925               | Asociación Santiago | 1-1       | Chile     |                   |
| 11 de junio de 1925              | Liga Valparaíso     | 5-0       | Chile     | Anotado           |
| 14 de junio de 1925              | Santiago/Valparaíso | 0-0       | Chile     |                   |
| 18 de junio de 1925              | Everton             | 5-0       | Chile     | Anotado           |
| 7 de noviembre de 1926           | Combinado brasileño | 5-1       | Brasil    | Anotado · Anotado |
| 14 de noviembre de 1926          | Combinado brasileño | 2-1       | Brasil    |                   |
| 28 de noviembre de 1926          | Combinado brasileño | 5-2       | Brasil    |                   |

## Clubes
| Club              | Provincia    | País      | Año                             |
| ----------------- | ------------ | --------- | ------------------------------- |
| Unión             | Santa Fe     | Argentina | 1918-1932                       |
| Sportivo Barracas | Buenos Aires | Argentina | 1929 (Gira por Brasil y Europa) |

## Palmarés

### Campeonatos regionales
| # | Club  | País      | Liga                     | Sede     | Año  |
| - | ----- | --------- | ------------------------ | -------- | ---- |
| 1 | Unión | Argentina | Regional Santafesina     | Santa Fe | 1919 |
| 2 | Unión | Argentina | Regional Santafesina     | Santa Fe | 1920 |
| 3 | Unión | Argentina | Fed. Santafesina Amateur | Santa Fe | 1921 |
| 4 | Unión | Argentina | Fed. Santafesina Amateur | Santa Fe | 1924 |
| 5 | Unión | Argentina | Fed. Santafesina Amateur | Santa Fe | 1925 |
| 6 | Unión | Argentina | Fed. Santafesina         | Santa Fe | 1926 |
| 7 | Unión | Argentina | Santafesina              | Santa Fe | 1932 |
| 8 | Unión | Argentina | Santafesina              | Santa Fe | 1934 |

### Campeonatos de interligas
| Copa       | Selección   | Sede      | Año  |
| ---------- | ----------- | --------- | ---- |
| Presidente | Santafesina | Argentina | 1924 |
| Presidente | Santafesina | Argentina | 1925 |
| Presidente | Santafesina | Argentina | 1927 |

### Copas internacioneles
| Trofeo                        | Club                | Sede      | Año  |
| ----------------------------- | ------------------- | --------- | ---- |
| Copa Buenos Aires             | Selección Argentina | Argentina | 1925 |
| Copa Presidente Alvear        | Selección Argentina | Brasil    | 1926 |
| Copa Ciudad de Río de Janeiro | Selección Argentina | Brasil    | 1926 |
| Copa Dón Quijote              | Selección Argentina | Brasil    | 1926 |